# Habronattus agilis
Habronattus agilis es una especie de araña saltadora del género Habronattus, familia Salticidae. Fue descrita científicamente por Banks en 1893.
Habita en los Estados Unidos.